# Johannes Bah Kuhnke
Johannes Bah Kuhnke (né Kjell Dietrich Johannes Kuhnke le 17 janvier 1972 à Strömsund dans le comté de Jämtland) est un acteur suédois.

## Biographie
En 2003, il épouse Alice Bah. Ils changent tous les deux leurs noms et sont dès lors connus comme Johannes Bah Kuhnke et Alice Bah Kuhnke.

## Filmographie partielle

### Longs métrages
- 2014 : Snow Therapy (Turist) de Ruben Östlund : Tomas
- 2018 : The House that Jack Built de Lars von Trier : le troisième homme
- 2019 : Jag kommer hem igen till jul de Ella Lemhagen : Anders
- 2019 : The Spy (Spionen) de Jens Jønsson : Karl Gerhard (en)
- 2021 : Cibles mouvantes: Einar

### Séries télévisées
- 2012-2014 : Real Humans : 100 % humain (Äkta människor) : Rick
- 2018-2020 : The Rain : Sten
- 2018 : Bron/Broen (The Bridge) (série télévisée) : Morgan Sonning (Saison 4)
- Depuis 2020 : Love & Anarchy (Kärlek & Anarki) : Johan
- 2020 : Enfer blanc (Tunn is) : Liam Skjöld